# Carrie Snodgress
Carrie Snodgress (27. října 1945 – 1. dubna 2004) byla americká herečka. V roce 1969 měla malou roli (neuvedenou v titulcích) ve filmu Bezstarostná jízda. Později hrála i v dalších filmech, například Diary of a Mad Housewife (1970). Za svou roli byla nominována na Oscara. Herectví se přestala věnovat v roce 1971, kdy začala žít s kanadským hudebníkem Neilem Youngem. V roce 1972 se jim narodil syn, který měl vážné zdravotní problémy a ona se tak místo herectví starala o něj. S Youngem se rozešla v roce 1975. K herectví se vrátila v roce 1978 s filmem Zuřivost. Dále chodila s hudebníkem Jackem Nitzschem, ale jejich vztah brzy skončil. Roku 1981 se provdala za malíře Roberta Jonese, ale ani tento vztah neměl dlouhého trvání. Později se objevila v řadě dalších snímků, přičemž posledním z nich byl Andělé s ocelovým hlasem (2004). Zemřela na srdeční a jaterní selhání ve věku 58 let.